# 伊奇洛县
伊奇洛县（西班牙語：Provincia Ichilo），是玻利維亞的县份，位於該國東部，屬於聖克魯斯省的一部分，县府設於布埃納維斯塔，面積14,232平方公里，2001年人口70,444，人口密度每平方公里5.0人。